# Кейт Стюарт
Кейт Стюарт (на английски: Kate Stewart) е американска писателка на произведения в жанра съвременен и еротичен любовен роман и романтичен трилър. Писала е еротични романи и под псевдонима Анжелика Чейс (Angelica Chase).

## Биография и творчество
Кейт Стюарт е родена на 14 февруари 1978 г. в Далас, Тексас, САЩ.
Първият ѝ роман „Стая 212“ от поредицата „Неохотни романтици“ е издаден самостоятелно през 2014 г. Той става бестселър в сайта на „Амазон“ и дава начало на писателската ѝ кариера. През 2017 г. романът ѝ Drive от поредицата „Горчивосладка симфония“ е обявен за един от най-добрите любовни романи на годината от The New York Daily News и Huffington Post.
През 2020 г. е издаден романът ѝ „Ятото“ от поредицата „Братството на гарвана“. Мрачната история е вдъхновена от легендата за Робин Худ. Деветнайсетгодишната Сесилия Хорнър живее с отчуждения си баща в малкото градче Трипъл Фолс и работи в неговата фабрика, като той е обещал да плати таксата ѝ за обучение в колежа, а тя да помогне на самотната си майка. Но след срещата с харизматичния си колега Шон и приятелите му, които живеят по свои правила и носят една и съща татуировка на гарван, нещата се променят. Заслепена от чувствата си, тя е решена да се наслади на последното си свободно лято. Книгата става бестселър и сензация в „ТикТок“.
Кейт Стюарт живее със семейството си в Чарлстън, Южна Каролина.

## Произведения

### Самостоятелни романи
- Never Me (2014)[1][2][3][5]
- Loving the White Liar (2015)
- The Brave Line (2017)
- The Real (2018)
- Someone Else's Ocean (2018)
- Heartbreak Warfare (2018) (with Heather M Orgeron)
- Method (2019)
- The Plight Before Christmas (2021)

### Поредица „Неохотни романтици“ (Reluctant Romantics)
1. Room 212 (2014)[1][2][3]
2. The Fall (2015)
3. The Mind (2016)
4. The Heart (2016)

### Поредица „Похот и лъжи“ (Lust & Lies)
1. Sexual Awakenings (2015) – първоначално публикуван като поредица „Сексуални пробуждания“ под псевдонима Анжелика Чейс[1][3][7]
2. Excess (2017) – първоначално публикуван като поредица „Излишъкът“ под псевдонима Анжелика Чейс

### Поредица „Топки в игра“ (Balls in Play)
1. Anything but Minor (2016)[1][3]
2. Major Love (2016)
3. Sweeping the Series (2018)

### Поредица „Хищник и плячка“ (Predator and Prey)
1. Camouflage (2017)[3]
2. The Phoenix and The Fire (2017)

### Поредица „Горчивосладка симфония“ (Bittersweet Symphony)
1. Drive (2017)[1][3]
2. Reverse (2022)

### Поредица „Аутсайдери“ (Underdogs)
1. The Guy on the Right (2019)[1][3]
2. The Guy on the Left (2019)
3. The Guy in the Middle (2020)

### Поредица „Братството на гарвана“ (Ravenhood)
1. Flock (2020)[1][2][3]
Ятото, изд.: „Уо“, София (2023), прев. Юлия Чернева
2. Exodus (2020)
Изход, изд.: „Уо“, София (2023), прев. Юлия Чернева
3. The Finish Line (2021)
Финалната права, изд.: „Уо“, София (2023), прев. Юлия Чернева

### Поредица „Наследството на Братството на гарвана“ (Ravenhood Legacy)
1. One Last Rainy Day (2023)[1]